# Duncan Phillips (kolekcjoner)

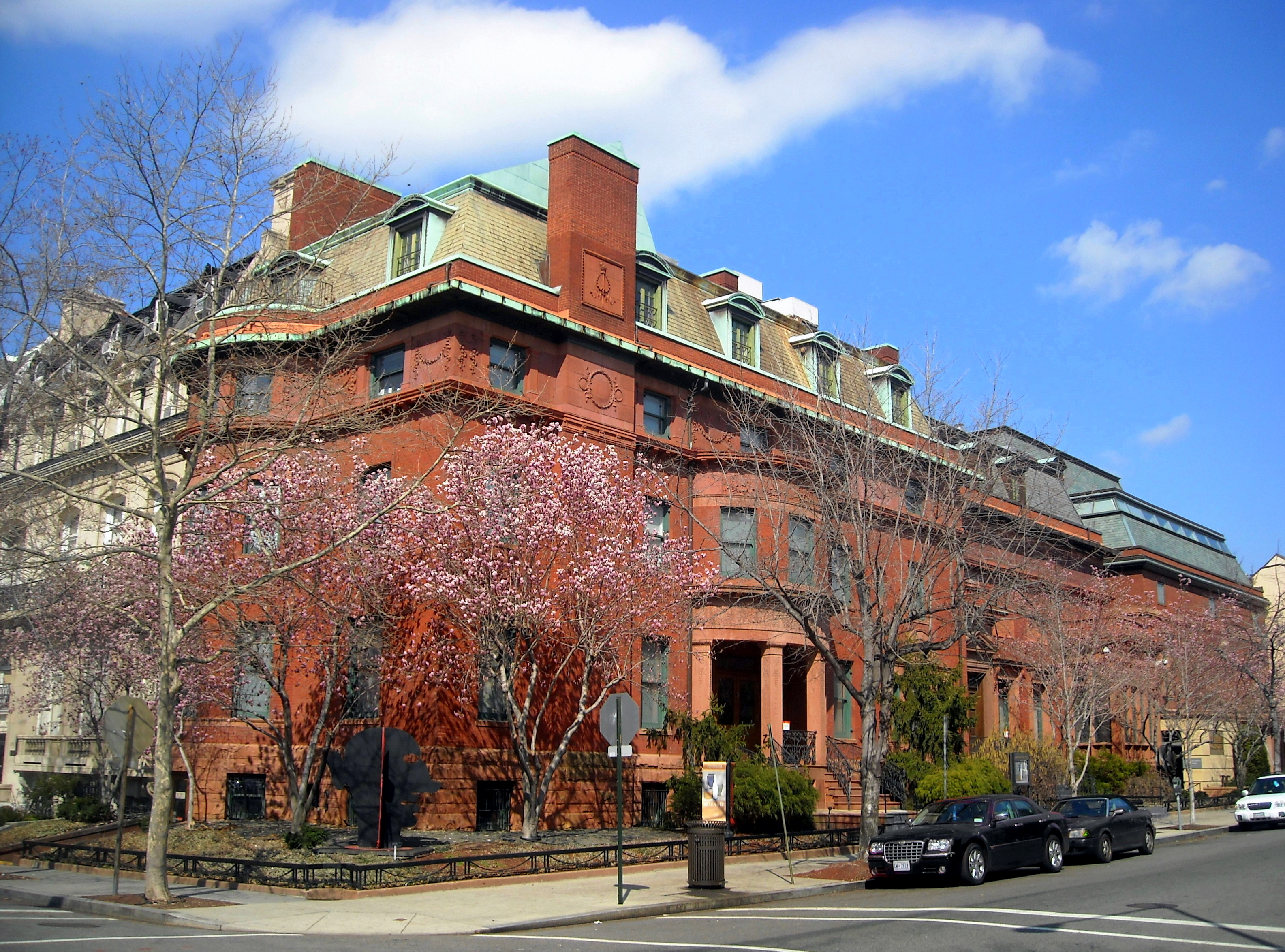
The Duncan Phillips House – pierwsza siedziba Phillips Collection

Duncan Phillips (ur. 26 czerwca 1886 w Pittsburghu, zm. 9 maja 1966 w Waszyngtonie) – amerykański kolekcjoner dzieł sztuki i pisarz piszący o sztuce.
Podczas gdy jego rodzina dorobiła się majątku na produkcji stali i szkła, on sam postanowił poświęcić się sztuce. Skupował głównie dzieła artystów tworzących na przełomie XIX i XX w. W 1921 otworzył w swym domu w Waszyngtonie pierwsze w Stanach Zjednoczonych stałe muzeum sztuki nowoczesnej – Phillips Collection.
Tuż przed otwarciem placówki Phillips ożenił się z artystką Marjorie Acker, z którą razem pracował na rzecz muzeum. W latach następnych kontynuował pisanie o sztuce, a jako sponsor i kolekcjoner nawiązywał ścisłe kontakty z artystami i organizował liczne wystawy. Ponieważ jego muzeum zyskało popularność, Phillips postanowił przeznaczyć dom w całości na galerię, a sam z rodziną przeniósł się ok. 1930 do innego domu. Pełnił funkcję dyrektora Phillips Collection aż do swojej śmierci w 1966. Potem dyrektorem muzeum została jego żona, a po niej – ich syn Laughlin Phillips. Pierwszą książkę o sztuce, The Enchantment of Art, Phillips wydał w 1914. Najbardziej znany jest z książki The Leadership of Giorgione (1937). Wydawał również krótkookresowy periodyk Art and Understanding (1929). Jego położony przy 1600 21st Street dom, The Duncan Phillips House, został wpisany na listę National Register of Historic Places.